# Пам'ять і похвала князю Володимиру
Пам'ять і похвала князю Володимиру - твір давньої української літератури (повний заголовок пам'ятника: "Пам'ять і похвала князеві руському Володимиру, як хрестився Володимир і дітей своїх охрестив, і усю землю Руську од кінця й до кінця, і як хрестилася бабуня Володимирова Ольга раніше Володимира. Списано Яковом Мніхом").
Найдавніша редакція «Пам'яті» не збереглася. Той текст, що відомий сьогодні, на думку дослідників, є компіляцією з власне «Пам'яті» і так званого "Древнього житія Володимира" з літописними замітками. Іноді перед ним ставлять самостійний пам'ятник - Похвала Ользі. Відновити історію створення «Пам'яті» складно, тому що всі списки пізні (XV-XVII ст.), а сама «Пам'ять», як і "Древнє житіє", на думку вчених, відносяться до XI ст. Найповніше дослідження було проведено О. Шахматовим, але не було завершене.
Власне «Пам'ять» була написана Яковом Мніхом саме пізніше в кінці XI ст. Для стиля Якова характерні складні синтаксичні періоди, ритмічна організація тексту. Він широко використовує асонанси, текст будується не тільки на співзвуччях і римуванні закінчень, а й на співзвуччі подібних префіксів (пра-, при-, пре-, про-) і коренів у словах, що відносяться  до різних частин мови (дієслово, іменник, прикметник, прислівник). За жанром твір Іакова - панегірик.
Частина «Пам'яті» від слів "Блаженний же князь Володимир, онук Ольги, хрестився сам і дітей своїх і усю землю Руську охрестив", що іноді переписувалася окремо, А. І. Соболевський запропонував назвати "Древнім житієм". Але в перших фрагментах цієї частини присутні всі характерні літературні прийоми Якова, за змістом вони тісно зв'язані з попередніми, безсумнівно, що належать Якову. На це вказував і Шахматов у "Розысканиях", пізніше він повернувся до точки зору Соболевського. Виділення житійної частини в «Пам'яті» певною мірою умовне і спирається тільки на випадок окремого існування "Древнього житія". Але тому що текст практично не відрізняється від того, що знаходиться в складі «Пам'яті», то скоріше можна говорити про вибірку з «Пам'яті». У цій частині викладаються основні події князювання Володимира, але не в правильному хронологічному порядку, а за довільно розташованими періодами. Спочатку говориться про військові походи Володимира після охрещення, потім розповідається про взяття Корсуня вже хрещеним Володимиром. Далі іде докладна розповідь про смерть князя, розрахунок років його життя після охрещення і коротка хронологія основних подій його життя після охрещення. Після цього автор повертається до опису подій до охрещення теж у рамках короткої хронології. Цього разу відправними точками є смерть батька Володимира - Святослава і єдина календарна дата - вокняжіння Володимира в Києві 11 червня 978 року. Границі текстів, що належать, безсумнівно, Якову і можливому другому авторові, не виявлені. Висловлювалися різні точки зору на те, коли могла бути створена компіляція (від XI до XV ст.). Очевидно, ще до XV ст. у «Пам'ять» була вставлена "Похвала Ользі".
Житійна частина «Пам'яті» є важливим джерелом по історії Київської Русі, тому що її укладач користувався не «Повістю временних літ», а попередніми її зведеннями (за припущенням Шахматова - «Найдавнішим зведенням» 1039 року), ранніми замітками житійного характеру про Володимира, а можливо, і усними переказами. У викладі історії князювання Володимира «Пам'ять» сильно розходиться з версією, прийнятою в «Повісті временних літ». Так, згідно з «Пам'яттю» Володимир прийшов до влади 978 року, а не 980, хрестився в Києві в 987 року, а не в 988 у Корсуні. Ця версія згадана в літописанні як невірна, але в наш час[коли?] більшість дослідників вважають  правильною саме її.
Питання про особу Якова спірний. Макарій вважав його тим ченцем Києво-Печерського монастиря, якого Теодосій 1073 року хотів бачити своїм спадкоємцем. Йому ж він атрибутував "Сказання про Бориса і Гліба", але такому припущенню суперечать спостереження над стилем обох творів.

## Видання
Серебрянский. Княжеские жития.—С.32-36, 43-51; Приложение. Тексты.— С. 12-13; Бугославский С. А. К литературной истории “Памяти и похвалы” князю Владимиру // ИОРЯС.— 1925.— Т.29.— С.105-159; Зимин А. А. Память и похвала Иакова Мниха и Житие князя Владимира по древнейшему списку // Краткие сообщения Института славяноведения АН СССР.— 1963.—№ 37.—С. 66-75; Память и похвала князю Владимиру // Златоструй: Древняя Русь X—XIII веков.— М., 1990.— С. 128-135; Тисяча років української суспільно-політичної думки. У 9-ти т. — К., 2001. — Том I. — С. 223-229.

## Виноски
1. ↑  Коректура книги "Жития князя Владимира". Отд. II главы III “Древнее житие Владимира” та IV “Память и похвала князю Владимиру” // Архив РАН.—Ф. 154.— On. 1.—№ 112